# شیخان (پاوه)
شیخان (پاوه)، روستایی از توابع بخش نوسود شهرستان پاوه در استان کرمانشاه ایران است.مردم شیخان همانند دیگر مردم هورامان با زبان هورامی تکلم می کنند.

## جمعیت
این روستا در دهستان سیروان قرار دارد و براساس سرشماری مرکز آمار ایران در سال ۱۳۸۵، جمعیت آن زیر سه خانوار بوده‌است.

## مکان های مذهبی
مقبره سلطان سهاک، بنیانگذار آئین یارسان و چند تن دیگر از بزرگان یارسان مانند خاتون رزبار و سید محمد گوره سوار در این روستا قرار دارد. همچنین بسیاری دیگر از مکان‌های این روستا برای پیروان یارسان، مقدس و مورد احترام است.